# Triatoma indictiva
Triatoma indictiva es un insecto heteróptero y hematófago perteneciente a la subfamilia Triatominae. Es una especie de importancia epidemiológica en Sudamérica, ya que es un vector de la Enfermedad de Chagas, producida por la infección de Tripanosoma cruzi, el protozoo que causa la enfermedad de Chagas, y que afecta aproximadamente a ocho millones de personas al año sólo en el hemisferio occidental. 

## Características físicas y desarrollo
Triatoma indictiva mide entre 20 y 30 milímetros de largo cuando está completamente desarrollado y se puede identificar taxonómicamente por su forma de pera. T. inductiva son paurometábolos y pasan por 3 etapas de vida que incluyen: huevo, ninfa y adulto. La cabeza y el tórax de T. inductiva son negros excepto por las marcas rojas de su costado y la tercera sección de la pata de color ligeramente más claro. T. indictiva tiene una cabeza estrecha y antenas trisegmentadas, con alas anteriores negras que cubren el abdomen.

## Hábitat
Triatoma indictiva se encuentra en México y en todo el sur de los Estados Unidos, incluidos Arizona y Texas.
Los triatoma indictiva son generalmente nidícolas (nacen inmaduros) y se encuentran en áreas boscosas o nidos de pájaros, pero también se pueden encontrar dentro de casas u otras estructuras hechas por el hombre. T. indictiva ha sido reportada en México, Arizona y Texas. Se cree que T. indictiva se encuentra más comúnmente en viviendas de México y regiones más pobres, porque es más fácil que se forme una colonia en una residencia abierta, lo que los pone en contacto con mayor frecuencia con las personas. Debido a que T. indictiva está establecido en gran parte de México, especialmente en áreas con malas condiciones económicas, son difíciles de manejar.

## Alimentación
Los Triatoma indictiva son hematófagos (chupadores de sangre) y se alimentan principalmente de mamíferos, incluidos los humanos, pero también se alimentan de aves y reptiles. En sus etapas ninfales, T. indictiva puede cambiar fácilmente entre huéspedes vertebrados e invertebrados, pero actualmente se desconocen las razones que causan el cambio.
Los adultos de Triatoma indictiva, cuando se alimentan de humanos, muerden alrededor de los labios o la cara. Esto es peligroso porque T. indictiva ocasionalmente defeca durante o después de una ingestión de sangre, lo que puede dejar materia fecal que contiene Tripanozoma cruzi.

## Vector de la enfermedad de Chagas
Triatoma indictiva es uno de los principales vectores de Tripanosoma cruzi, el protozoo hemoflagelado que causa la enfermedad de Chagas. T. cruzi se transmite a través de heces infecciosas dejadas por T. indictiva después de ingerir sangre. Luego, T. cruzi generalmente ingresa al vertebrado contaminando el sitio de la picadura o a través de una membrana mucosa cercana. La infección enzoótica prevalece en todo el sur de los Estados Unidos, donde hay 24 especies reservorio y vectores triatominos, incluido T. indictiva, reportados en 28 estados.
Sólo 7 casos humanos autóctonos de enfermedad de Chagas han sido reportados en los EE. UU. entre 1955 y 2006, lo cual es considerablemente más bajo que las tasas en América Central y del Sur. La menor cantidad de casos de enfermedad de Chagas humana adquirida localmente en los Estados Unidos se debe presumiblemente a una mayor conciencia y mejores condiciones económicas que mantienen a los vectores fuera del hogar.  A su vez, es probable que los Triatoma en los Estados Unidos, incluyendo a T. indictiva, tengan tiempos de defecación más lentos después de ingerir sangre en comparación con las especies sudamericanas, lo que podría ser una razón adicional para reducir el riesgo de contraer la enfermedad de Chagas.